# Myrina (Kleinasien)

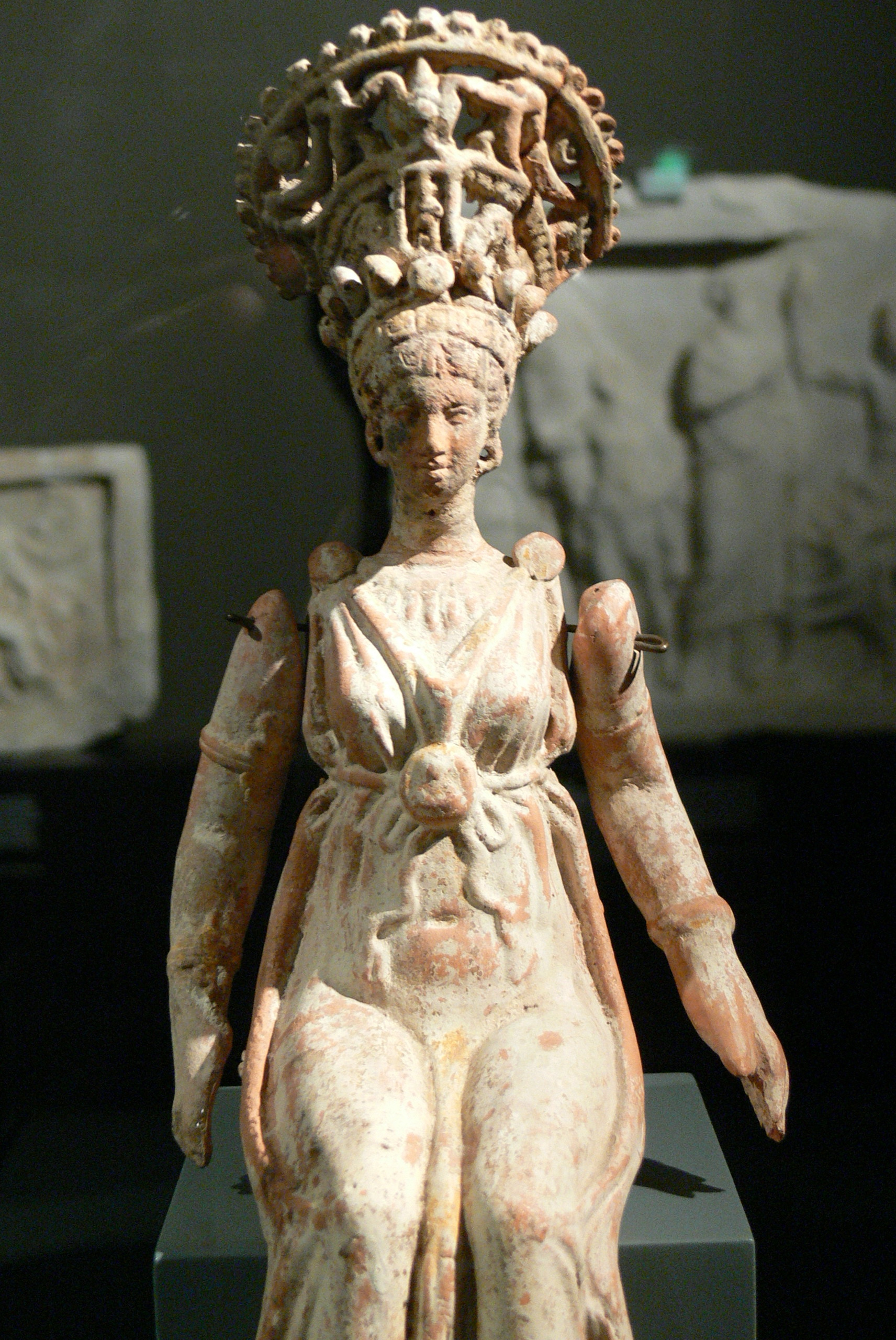
Frau im Brautschmuck, 1. Jahrhundert

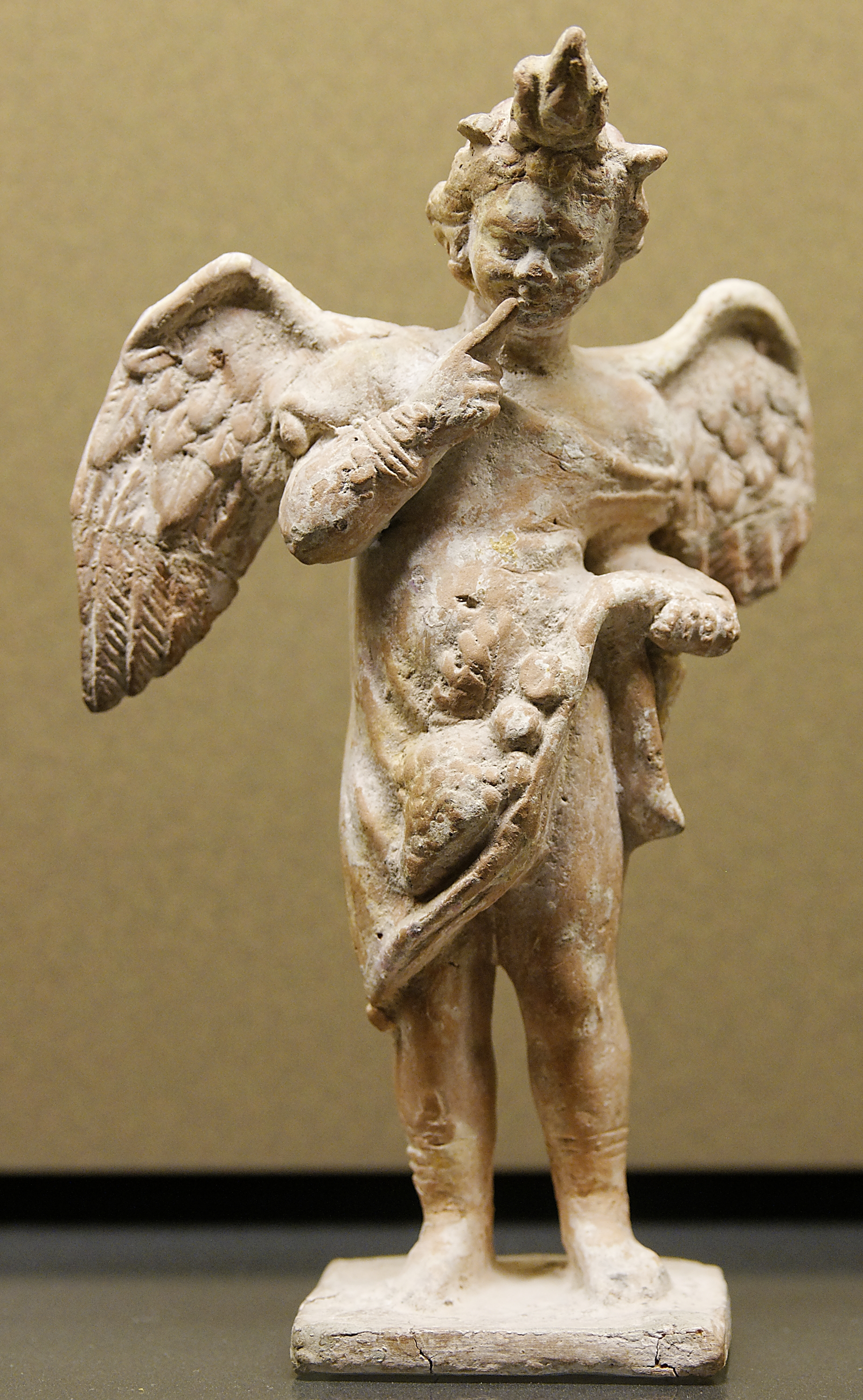
Eros, Terrakottastatuette aus Myrina, Louvre

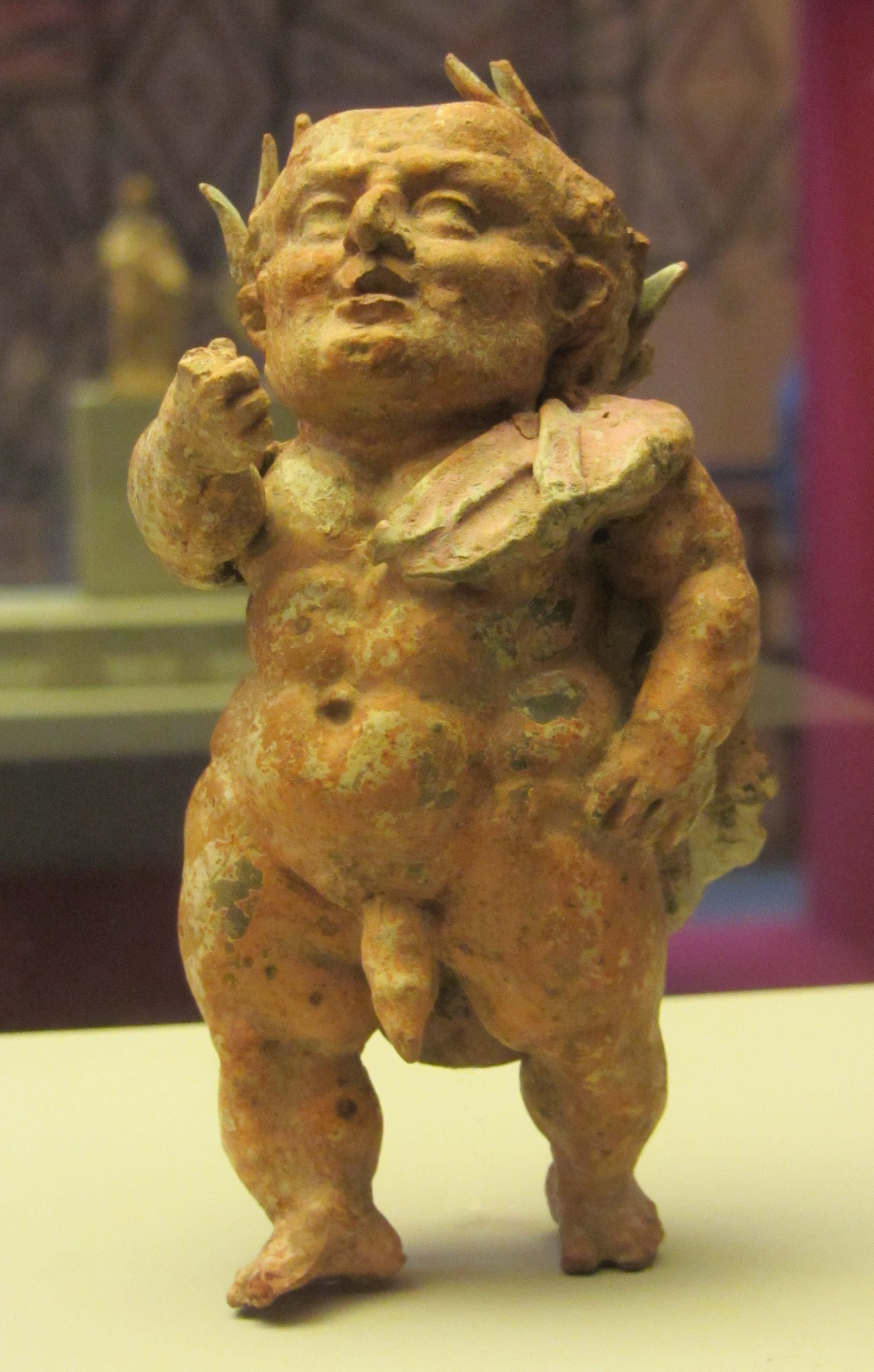
Groteske, Terrakottastatuette aus Myrina, Archäologisches Nationalmuseum (Athen).

Myrina war eine antike Stadt in der Aiolis. Sie lag etwa 5 km nördlich des heutigen Aliağa an der Westküste der Türkei.
Sie befand sich etwa 37 km südwestlich von Pergamon. Myrina gehörte zu den zwölf äolischen Städten, die erst von Krösus erobert und dann unter Kyros II. dem persischen Reich einverleibt wurden.
Im 5. Jahrhundert v. Chr. gehörte Myrina zum Delisch-Attischen Seebund. In hellenistischer Zeit wurden in Myrina charakteristische Terrakotta-Statuetten hergestellt, die in der Nekropole der Stadt gefunden wurden. Ausgrabungen haben Tausende von Gräbern aus dieser Zeit aufgedeckt.
Die Nachbarstadt Gryneion mit einem bekannten Apollon-Heiligtum wurde im Hellenismus mit Myrina vereinigt. Myrina wurde 17 und 106 n. Chr. durch Erdbeben zerstört und wiederaufgebaut. Im 1. Jahrhundert trug sie zeitweilig den Namen Sebastopolis („Augustus-Stadt“).
Die Stadt lag auf und um zwei Hügel an der Mündung eines kleinen Flusses. Auf dem Akropolis-Hügel sind Reste einer byzantinischen Stadtmauer zu sehen. Außerdem gibt es Reste einer Kaianlage.
Funde aus Myrina, hauptsächlich Terrakotten, sind im Archäologischen Museum Bergama ausgestellt, ein Großteil der Funde des 19. Jahrhunderts befindet sich im Louvre in Paris.
Aus Myrina stammte der byzantinische Schriftsteller Agathias.